# Distocyclus
Genre
Distocyclus est un genre de poissons gymnotiformes de la famille des Sternopygidae.

## Distribution
Les espèces de ce genre se rencontrent en Amérique du Sud.

## Description
Ce sont des poissons électriques.

## Liste d'espèces
Selon FishBase (3 juin 2010) :
- Distocyclus conirostris (Eigenmann & Allen, 1942)
- Distocyclus goajira (Schultz, 1949)

## Référence
- Mago-Leccia, 1978 : Los peces de la familia Sternopygidae de Venezuela. Acta Cientifica Venezolana Suplemento, vol. 29, n. 1, p. 1-89.